# Ruder-Weltmeisterschaften 1962
Die Ruder-Weltmeisterschaften 1962 wurden auf dem Rotsee bei Luzern ausgetragen. Es waren die ersten Ruder-Weltmeisterschaften überhaupt. Die Titel wurden in den sieben olympischen Bootsklassen vergeben, Ruderinnen und Leichtgewichtsruderer waren nicht am Start.
Da der Weltruderverband FISA nur ein gesamtdeutsches Team zuließ, mussten in allen Bootsklassen die Ruderer aus der Bundesrepublik Deutschland und der Deutschen Demokratischen Republik ein Ausscheidungsrennen gegeneinander austragen: In sechs Bootsklassen qualifizierte sich das Boot aus der Bundesrepublik Deutschland. Im Einer war Deutschland durch Achim Hill aus der DDR vertreten, der als Olympiazweiter von 1960 hier jedoch im Hoffnungslauf scheiterte.

## Ergebnisse
| Bootsklasse                  | Gold | Silber | Bronze |
| ---------------------------- | --- | --- | --- |
| Einer (M1x)                  | Sowjetunion Wjatscheslaw Iwanow | Vereinigtes Königreich Stuart MacKenzie | Vereinigte Staaten Seymour Cromwell |
| Doppelzweier (M2x)           | Frankreich René Duhamel Bernard Monnereau | Sowjetunion Oleg Tjurin Boris Dubrowski | Deutschland Josef Steffes-Mies Jost Krause-Wichmann |
| Zweier ohne Steuermann (M2-) | Deutschland Dieter Bender Günther Zumkeller | Sowjetunion Walentin Boreiko Oleg Golowanow | Schweiz Hugo Waser Adolf Waser |
| Zweier mit Steuermann (M2+)  | Deutschland Wolfgang Neuß Klaus-Günther Jordan Frank Steinhäuser (Stm.)                                                                                              | Rumänien Ionel Petrov Carol Vereș Oprea Păunescu (Stm.) | Sowjetunion Wladimir Smirnow Waleri Polkowski Igor Rudakow (Stm.)                                                                                                 |
| Vierer ohne Steuermann (M4-) | Deutschland Gerd Wolter Dagobert Thometschek Peter Paustian Christian Prey                                                                                           | Frankreich André Fevret Roger Chatelain Philippe Malivoir Jean-Pierre Drivet | Österreich Dieter Losert Dieter Ebner Horst Kuttelwascher Helmuth Kuttelwascher                                                                                   |
| Vierer mit Steuermann (M4+)  | Deutschland Bernd-Jürgen Marschner Peter Neusel Bernhard Britting Manfred Ross Jürgen Oelke (Stm.)                                                                   | Frankreich Jean Ledoux Émile Clerc André Sloth Pierre Maddaloni Alain Bouffard (Stm.)                                                                                            | Sowjetunion Boris Fjodorow Juri Suslin Juri Tjukalow Anatoli Fjodorow Igor Rudakow (Stm.)                                                                         |
| Achter (M8+)                 | Deutschland Horst Meyer Jürgen Plagemann Klaus Aeffke Klaus Behrens Hans-Jürgen Wallbrecht Karl-Heinrich von Groddeck Ingo Kliefoth Bernd Kruse Thomas Ahrens (Stm.) | Sowjetunion Ričardas Vaitkevičius Antanas Bagdonavičius Zigmas Jukna Wiktor Semjonow Vytautas Briedis Patras Karla Jaroslaw Tscherstwy Juozas Jagelavičius Juri Lorenzson (Stm.) | Frankreich Christian Puibaraud Jean-Pierre Bellet Jacques Morel Joseph Moroni Georges Morel Robert Dumontois Bernard Meynadier Michel Viaud Alain Bouffard (Stm.) |

## Medaillenspiegel
| Platz | Land                   | Gold | Silber | Bronze | Gesamt |
| ----- | ---------------------- | ---- | ------ | ------ | ------ |
| 1     | Deutschland            | 5    |        | 1      | 6      |
| 2     | Sowjetunion            | 1    | 3      | 2      | 6      |
| 3     | Frankreich             | 1    | 2      | 1      | 4      |
| 4     | Vereinigtes Königreich |      | 1      |        | 1      |
| 4     | Rumänien               |      | 1      |        | 1      |
| 6     | Österreich             |      |        | 1      | 1      |
| 6     | Vereinigte Staaten     |      |        | 1      | 1      |
| 6     | Schweiz                |      |        | 1      | 1      |
| Summe | Summe                  | 7    | 7      | 7      | 21     |